# Джордж Гаррісон
Джордж Гаррісон MBE (англ. George Harrison; 25 лютого 1943, Ліверпуль — 29 листопада 2001, Лос-Анджелес) — англійський музикант, співак, автор пісень. Виступав у гурті «The Beatles», граючи на гітарі та низці індійських інструментів, зокрема ситарі, уроки гри на якому він брав у Раві Шанкара. Автор відомої пісні «Бітлз» «Something» з альбому «Abbey Road» 1969 року. Після розпаду гурту в 1970 р. Джордж Гаррісон продовжував кар'єру як соліст і співзасновник гурту «Traveling Wilburys». З кінця 1970-х до 1990-х активно працював кінопродюсером — заснована ним і його менеджером Денісом О'Браяном фірма «HandMade Films».
Був двічі одруженим — з Петті Бойд (англ. Patty Boyd) і Олівією Аріас (англ. Olivia Arias). Від останньої мав сина Дхані Гаррісона (англ. Dhani Harrison). Помер від раку 29 листопада 2001 р.

## Біографія
Гаррісон народився в Ліверпулі, графство Ланкашир, Англія, 25 лютого 1943 року. Він був останнім з чотирьох дітей Гарольда Гарґрівза Гаррісона і його дружини Луїзи. Мати працювала у магазині, а батько був кондуктором в автобусі. По материнській лінії Джорджеві предки були ірландцями та римо-католиками. Його дід по матері, Джон Френч, народився в графстві Вексфорд, Ірландія, емігрував до Ліверпуля, де одружився з місцевою дівчиною, Луїзою Вуллем. Гаррісон народився в будинку, де прожив перші шість років: 12 по Арнолд Ґроув, Вевертрі (Arnold Grove, Wavertree), Ліверпуль, — невеликому терасованому будинку в тупику. Опалювався він вугіллям, а туалет був надворі. У 1950 році сім'я одержала будинок за адресою, 25 по Аптон Ґрін (Upton Green), у Спіку (район Ліверпуля).
Перша школа Джорджа — початкова у Давдейлі (Dovedale), поблизу Penny Lane. У ній же навчався Джон Леннон, щоправда, був на 3 роки старший. Пройшовши іспит «11+», він перейшов до Ліверпульського інституту для хлопчиків, де й навчався у 1954–1959 рр.
Втім, до 14 років Джордж уже цілковито занурився в гітари. Навчаючись в Інституті, він придбав гітару за три з половиною фунти — що було для сім'ї чималими грошима.У школі він познайомився з Полом Маккартні, який був на рік старший. Маккартні пізніше став членом групи Леннона під назвою The Quarrymen, до якої Гаррісон приєднався в 1958 році.

## Дискографія

### Студійні альбоми
1. Wonderwall Music (1968)
2. Electronic Sound (1969)
3. All Things Must Pass (1970) (перевиданий у 2000)
4. Living in the Material World (1973) (перевиданий у 2006)
5. Dark Horse (1974)
6. Extra Texture (Read All About It) (1975)
7. Thirty Three & 1/3 (1976) (перевиданий у 2004)
8. George Harrison (1979) (перевиданий у 2004)
9. Somewhere in England (1981) (перевиданий у 2004)
10. Gone Troppo (1982) (перевиданий у 2004)
11. Cloud Nine (1987) (перевиданий у 2004)
12. Brainwashed (2002)

### Концертні альбоми
- The Concert For Bangla Desh (1971) (перевиданий в 2005)
- Live In Japan (1992) (перевиданий в 2004 на SACD)

### Збірки
- The Best of George Harrison (1976)
- Best of Dark Horse 1976-1989 (1989)

### З групоюThe Traveling Wilburys
- Traveling Wilburys Vol. 1 (1988)
- Traveling Wilburys Vol. 3 (1990)

### Синґли
- Got My Mind Set on You (1987)

## Вшанування пам'яті
- Його ім'я вибите на Алеї Слави у Голлівуді.
- На його честь названо малу планету 4149 Гаррісон.
- 4 грудня 2015 року в місті Ліверпуль відкрили Пам'ятник «The Beatles». Серед осіб на пам'ятнику зокрема і Джордж Гаррісон.